# Windows NT 3.1
Windows NT 3.1 là một hệ điều hành 32-bit được phát triển bởi hãng phần mềm Microsoft. Nó là hệ điều hành đầu tiên thuộc họ hệ điều hành Windows NT và được phát hành vào ngày 27 tháng 7 năm 1993.